# Aliança Nacional (Chade)
A Aliança Nacional (em francês:  Alliance nationale) foi uma coalizão político-militar chadiana fundada em 2008. Seu presidente era Mahamat Nouri e seu porta-voz Ali Gadaye.
A Aliança Nacional reagrupava:
- a União das Forças para a Democracia e o Desenvolvimento, cujo Presidente era Mahamat Nouri.
- a UFDD-Fondamentale, cujo Presidente era Abdelwahid Aboud Makaye. Deixou a aliança em abril de 2008.
- a Frente para a Salvação da República, cujo Presidente era Ahmat Hassaballah Soubiane.
- a União das Forças para a Mudança e a Democracia, cujo Presidente era Adouma Hassaballah. Deixou a aliança em abril de 2008.
- a União Democrática para a Mudança (UDC), Presidente Abderaman Koulamallah.

A Aliança Nacional liderou uma ofensiva a capital N'Djamena em fevereiro de 2008 e esteve muito perto de derrubar o regime de Idriss Deby. No entanto, divergências surgiram entre os rebeldes para designar um líder e estes acabaram repelidos.
A recusa de Timan Erdimi em tornar-se subordinado de Mahamat Nouri e a fragmentação resultante da aliança levou posteriormente à formação da União das Forças da Resistência (UFR). Com a dissolução desta última, Nouri funda em maio de 2010 a Aliança Nacional para a Mudança Democrática (ANCD). 